# Hayange
Hayange es una ciudad de Francia situada en el departamento de Mosela, en la región de Gran Este.

## Demografía
| 11 009 | 10 305 | 19 638 | 17 087 | 15 638 | 15 638 | 15 968 |
| Para los censos de 1962 a 1999 la población legal corresponde a la población sin duplicidades (Fuente: INSEE [Consultar]) |        |        |        |        |        |        |